# Vintse
Vintse est un village de la commune de Padise du comté de Harju en Estonie.
Au 31 décembre 2011, il compte 22 habitants.